# Make it! (ユニット)
Make it!（メイキット）は、日本の女性アイドルグループ、セクシー女優ユニット。所属事務所はマインズ。2019年12月以降の正式表記は♯メイキット。

## 概要
アダルトグッズ製作販売の「エーワン」、同小売業の「エムズ」、アダルト女優を擁する芸能事務所「マインズ」、ライブハウス・新宿レフカダ、CS放送局パラダイステレビの「リーレ」の4社共同プロジェクトとして2018年に立ち上げられた。女性アイドルグループ、セクシー女優ユニット。エーワンのキャンペーンガールも兼務する。グループ名は直訳すると「作りなさい」、転じて「変身」であるが、日本語の「名器」とも掛けてあり、年齢制限のあるステージではオリジナルオナホールの販売もしている。キャッチフレーズおよびコンセプトは「業界激震！　感じられるアイドル」。新宿レフカダで定期ライブを行う。

## 略歴
2018年結成。同年8月には武道館アイドル博2018に出場。
2019年8月に「TIF2019・スパークリングNIGHT!!」に初出場。12月22日、レフカダ新宿でオリジナルメンバーのあけみみうが卒業予定も、ライブ中に引退宣言を撤回した。同時にグループ名「Make it!」を「♯メイキット」に変更した。
2020年3月18日、吉永あずきが立ち上げた音楽レーベル「SUKIYAKI MUSIC」発足に、「マシュマロ3d+」、「ギンギン♂ガールズ」らとともに参加。
新型コロナウイルス感染拡大後はメンバーの休業などもありフルメンバーがそろうことはなかったが、8月22日にレフカダ新宿で行われた「おうちで＃メイキットvol.２～浴衣で全員集合～」で久々の勢ぞろいを見せた。
2021年1月23日、東京・レフカダ新宿から無観客生配信ライブ「おうちで＃メイキットvol.7～おうちdeメイキットギグ2021～」を配信。この中で2月21日のライブが現メンバーでの最後のライブとなることが発表された。2月2日、有観客を予定していたファイナルライブが無観客配信ライブ「おうちで#メイキットvol.8〜FINAL GIG〜」となることを発表。ファイナルライブをもって北乃みれい以外のメンバーが卒業。グループは一定期間、活動休止となる。
2024年8月6日、聖地である東京・レフカダ新宿で「メイキット同窓会」が行われた。
12月24日には「メイキットクリスマス会」が開催された。

## メンバー
活動休止時の最終メンバー
- あけみみう（オリジナルメンバー）
- 一ノ瀬恋（オリジナルメンバー）
- 北乃みれい（オリジナルメンバー）
- 新垣智江（2019年1月加入）[15]
- ひなちゆん（2019年7月加入）[16]

### 元メンバー
- 涼海みさ（2019年1月26日、休養、引退に伴う脱退）
- 吉岡沙華（2018年10月21日、脱退）

## 作品

### シングルCD
- 今すぐMake it!（2018年8月13日、インディーズレーベル）
- 君にHole In Love（2018年10月20日、インディーズレーベル）
- ジャンピンジャックロンリー（2018年12月19日、インディーズレーベル）[17]
- 願望シンデレラー（2019年6月22日、インディーズレーベル）
- MY HOME（2019年12月22日、インディーズレーベル）※シングル3枚同時発売
- メイキットファイター（2019年12月22日、インディーズレーベル）※シングル3枚同時発売
- 抜け駆けCHAIN（2019年12月22日、インディーズレーベル）※シングル3枚同時発売

## 出演

### テレビ
- 【A-ONE& m’s presents】初出しアイドル5人組に生中●し！～感じられるアイドル「Make it!」のセンターを決めるのはアナタ！（2018年8月11日、パラダイステレビ）[18]
- アイドルのア・ソ・コ♪ザ・ベストテン～Make it!が歌ってオナってヤラレちゃう！（2019年7月19日、パラダイステレビ）[19]

### ウェブテレビ
- 矢口真里の火曜The NIGHT（2018年11月7日[20]、2019年1月23日[21]、AbemaTV）
- DDTの木曜The NIGHT（2019年1月11日[22][23]、AbemaTV）

### イベント
- TIFもハジける！スパークリングNIGHT!!（2019年8月2日、TOKYO IDOL FESTIVAL 2019内 特設会場）[24]